# Joseph Berke
Joseph Berke (1939) is een Amerikaanse psychoanalytisch therapeut voor individuen en families. Hij is medestichter van de Arbours Association en medestichter en directeur van het Arbours Crisis Centre. Daarnaast is hij docent en publiceerde tal van artikels en boeken.

## Studie en levensloop
Joseph Berke studeerde aan het Columbia College van de Columbia-universiteit. Hij promoveerde aan het Albert Einstein College of Medicine in New York. Berke werd tijdens zijn studies beïnvloed door schrijvers als Paul Goodman en Alexander Trocchi. Zoals zoveel studenten in zijn tijd had hij het idee dat er een etiketteringsmentaliteit heerste, die vergat dat de patiënt in zijn geheel bekeken moest worden. 
In 1965 verhuisde hij naar Londen waar hij samenwerkte met Ronald Laing. Hij behandelde toen Mary Barnes, een verpleegster met schizofrenie. Hij wou dit doen zonder medicatie. 
Hij trouwde met Roberta Berke, met wie hij twee kinderen kreeg. Zij was een schrijfster en lerares. Later hertrouwde hij met Shree Berke, alias Lisa Becker. Zij was net als Joseph een psychotherapeut.

## Psychotherapeut
Joseph Berke legt zich als psychotherapeut toe op therapeutische gemeenschappen.

### Het Arbours Crisis Centre
Het Arbours Crisis Centre in Londen werd in de jaren 70 mede opgericht door Joseph Berke. Het is de enige plaats in Engeland waar de therapeut in hetzelfde huis leeft als zijn patiënten. Uitgangspunt van deze manier van werken is de overtuiging dat de patiënt een persoonlijk, ondersteunend en psychotherapeutisch contact nodig heeft met zijn therapeut. Het inwonen van de therapeut zorgt ook voor continuïteit van de zorg. Medicatie wordt als laatste redmiddel gezien. Dit omwille van de fysieke bijwerkingen, maar ook omdat het de communicatie zou verstoren en de emoties afvlakken. Er worden patiënten met verschillende psychiatrische problemen opgevangen en behandeld, waaronder ook ernstige problemen zoals schizofrenie.

## Publicaties
Boeken
- Mary Barnes: Two Accounts of a Journey Through Madness. (1971) Harcourt, Brace & Jovanovitch, New York.
- Un voyage a travers la folie. (2002) Editions du Seuil, Parijs.
- Counter Culture: The Creation of an Alternative Society. (1969) Peter Owen Ltd, Londen.
- The Cannabis Experience: An Interpretative Study of the Effects of Marijuana and Hashish (1974) Peter Owen Ltd, Londen.
- Butterfly Man: Madness, Degradation & Redemption. (1977) Hutchinson & Co, Londen.
- I Haven't Had To Go Mad Here. (1979) Pelican Books, Londen.
- The Tyranny of Malice: Exploring the Dark side of Character and Culture. (1988) Summit Books, New York.
- Sanctuary: The Arbours Experience of Alternative Community Care. (1995) Process Press, Londen.
- Even Paranoids Have Enemies: New Perspectives on Paranoia and Persecution. (1998) Routledge, Londen.
- Beyond Madness: Psychosocial Interventions in Psychosis. (2001) Jessica Kingsley Publishers, Londen.

Artikels
- The Fickle Fix: Report on a Report on Drug Addictio The Radical Therapist, Vol. 1, No. 2, 1970.
- Continuing Kingsley Hall The New York Review of Books, 3 June 1971.
- ECT: The Slaughterhouse Discovery General Practitioner, April 1972.
- The Arbours: A Place of Quiet Quadrille, fall 1973 republished in Self & Society, Oct. 1973.
- On the Multigenerational Study of the Family of the Schizophrenic (with Leon Redler) Arbours Network, No. 8, 1975
- The Case of Susan and Peter: The Psychotherapeutic Treatment of an Acute Psychotic Episode at the Arbours Crisis Centre Journal of Contemporary Psychotherapy, Vol. 12, 1981
- Envy Loveth Not: A Study of the Origin, Influence and Confluence of Envy and Narcissism, British Journal of Psychotherapy, Vol. 1, No. 3, Winter 1985.
- Shame and Envy, British Journal of Psychotherapy, Vol. 2, No. 4, 1986.
- Arriving, settling-in, settling-down, leaving and following-up: Stages of stay at the Arbours Centre, British Journal of Medical Psychology, Vol. 60, Spring 1987.
- Penis Greed, British Journal of Psychotherapy, Vol. 5, No. 3, Winter 1989.
- R. D. Laing: An Appreciation, British Journal of Psychotherapy, Vol. 7, No. 2, Winter 1990.
- The Conjoint Therapy of Severely Disturbed Individuals within a Therapeutic Milieu, International Journal of Therapeutic Communities, Vol. 10, No. 4, Winter 1990.
- Psychosis and Malice, The Psychoanalytic Review,Vol.78, No 1, Spring 1991.
- Psychotic Interventions at the Arbours Crisis Centre, British Journal of Psychotherapy, Vol. 10, No 3, Spring 1994.
- The Good and the Bad Therapist, The British Journal of Medical Psychotherapy, Vol. 10, Issues 2-3, Fall 1994.
- Antithetical Meanings of the 'Breast', (with Stanley Schneider), The International Journal of Psychoanalysis, Vol. 75, Part 3, June 1994.
- When Little Men Become Big, History Today Vol. 45, No. 4, April 1995.
- Breast, Robbery or the Devil? (with Stanley Schneider) The Jewish Bible Quarterly, Vol. XXIII, No. 2 (90), April-June 1995.
- Psychoanalysis & Kabbalah, The Psychoanalytic Review, Vol. 83, No.6, December 1996. Romanian translation: Omen: Revista de Psihanaliza, No 8, 2001.
- The Wellsprings of Fascism: Individual Malice, Group Hatreds and the Emergence of National Narcissism, Free Associations, Vol. 6, Part 3 (Number 39), 1996.
- Womb Envy, Journal of Melanie Klein and Object Relations, Vol. 15, No, 3, September 1997.
- Medication as Panacea (with Stanley Schneider) Group Analysis, 30:3, 1997
- Reality, Words and Universes, (with Stanley Schneider) Michlol, Vol. 19, pp 79-85, 1999/5760 (Hebrew)
- Sigmund Freud and the Lubavitcher Rebbe (with Stanley Schneider) The Psychoanalytic Review, Vol. 87, No. 1 Feb 2000.
- The Rebbe RaShAB and Sigmund Freud, Concord, Vol. 29, No.1, October 2000.
- Arbours Crisis Centre: 25th Anniversary, Introduction to the Celebration British Journal of Psychotherapy, Vol. 17, No. 2, Winter 2000.
- Chassidus & Psychoanalysis Concord, Vol.29, No.2, December 2000.
- A Tale of Two Orphans: The Limits of Categorisation (with Stanley Schneider) Mental Health, Religion & Culture, Vol. 4 No 1, Spring 2001.
- Trick or Treat: the Divided Self of R.D. Laing, Janus Head, Pittsburgh, PA, Vol. 4, No. 1, 2001.
- Mary Barnes: Madwoman, Visionary, Mystic,Therapeutic Communities, Vol. 23, No. 2, 2002.
- The Arbours 30+ Years, ISPS Newsletter, No.2, January 2002.
- When Does a Beginning Begin, and When Can an Ending End? Journal of the Crisis Centre, No.12, 2002.
- Whose in Charge Here? Projective Processes of course! Therapeutic Communities, Vol. 24, No. 4, 2003

Internetpublicaties
- The Jewish Mystical Tradition & Psychoanalysis Academy of Jerusalem, October 1997
- Yankel (with Gedaliah Fleer) In Between the Lines: Explorations of Jewish Mysticism, Identity, and Self Transformation, Vol. 1, No. 2, June 1998.